# Winthemia communis
Winthemia communis är en tvåvingeart som beskrevs av Thompson 1963. Winthemia communis ingår i släktet Winthemia och familjen parasitflugor. Inga underarter finns listade i Catalogue of Life.